# Woskriesienowskoje
Woskriesienowskoje (ros. Воскресеновское) – wieś w Rosji, w Czeczenii, w rejonie szełkowskim. W 2010 liczyła 915 mieszkańców.